# Philippe Bugalski
Philippe Bugalski (ur. 12 czerwca 1963 w Busset, zm. 10 sierpnia 2012 w Vichy) – francuski kierowca rajdowy. W swojej karierze zaliczył 40 występów w Rajdowych Mistrzostwach Świata. W 1999 roku jako kierowca Citroëna Xsary Kit Car, pilotowany przez Jeana-Paula Chiaroniego dwukrotnie wygrał w Mistrzostwach Świata – w Rajdzie Hiszpanii i Rajdzie Korsyki.
W 1984 roku Bugalski zadebiutował w Rajdowych Mistrzostwach Świata. Pilotowany przez Dominique’a Perruchona i jadący Volkswagenem Golfem GTI zajął wówczas 84. miejsce w Rajdzie Monte Carlo. W 1992 roku po raz pierwszy w karierze stanął na podium w rajdzie mistrzostw świata – podczas Rajdu Korsyki (pilot: Denis Giraudet, samochód: Lancia Delta HF Integrale). Łącznie wystartował w 40 rajdach mistrzostw świata. Czterokrotnie stawał na podium, zdobył 37 punktów. W 1999 roku jadąc Citroënem Xsarą Kit Car zajął 7. miejsce w klasyfikacji generalnej z 20 punktami na koncie. W latach 2001–2003 był fabrycznym kierowcą Citroëna. Startował samochodem Xsara WRC.
W 1993 roku Bugalski wygrał swój pierwszy rajd w mistrzostwach Francji. Był to Rallye Du Mont-Blanc, a kierowca jechał wówczas samochodem Lancia Delta Integrale. W mistrzostwach Francji wygrał 28 rajdów. Trzykrotnie w swojej karierze wywalczył tytuł mistrza Francji w latach 1998, 1999 i 2000. W 2003 roku zakończył karierę rajdowca. Zmarł 10 sierpnia 2012 na skutek upadku z drzewa.

## Występy w mistrzostwach świata
| Rok  | Rajd                               | Pilot               | Samochód                  | Pozycja      |
| ---- | ---------------------------------- | ------------------- | ------------------------- | ------------ |
| 1984 | Rajd Monte Carlo                   | Dominique Perruchon | Volkswagen Golf GTI       | 84. miejsce  |
| 1988 | Rajd Korsyki                       | Jean-Marc Andrié    | Renault 21 Turbo          | nie ukończył |
| 1989 | Rajd Monte Carlo                   | Denis Giraudet      | Renault 21 Turbo          | nie ukończył |
| 1991 | Rajd Korsyki                       | Denis Giraudet      | Renault Clio 16s          | 8. miejsce   |
| 1992 | Rajd Monte Carlo                   | Denis Giraudet      | Lancia Delta HF Integrale | 5. miejsce   |
| 1992 | Rajd Korsyki                       | Denis Giraudet      | Lancia Delta HF Integrale | 3. miejsce   |
| 1992 | Rajd Finlandii                     | Denis Giraudet      | Lancia Delta HF Integrale | 9. miejsce   |
| 1994 | Rajd Korsyki                       | Thierry Renaud      | Renault Clio Williams     | nie ukończył |
| 1995 | Rajd Monte Carlo                   | Thierry Renaud      | Renault Clio Maxi         | 87. miejsce  |
| 1995 | Rajd Korsyki                       | Jean-Paul Chiaroni  | Renault Clio Maxi         | 9. miejsce   |
| 1996 | Rajd Korsyki (samochody 2-litrowe) | Jean-Paul Chiaroni  | Renault Mégane Maxi       | 1. miejsce   |
| 1997 | Rajd Korsyki                       | Jean-Paul Chiaroni  | Renault Mégane Maxi       | 6. miejsce   |
| 1998 | Rajd Katalonii                     | Jean-Paul Chiaroni  | Citroën Xsara Kit Car     | 5. miejsce   |
| 1998 | Rajd Korsyki                       | Jean-Paul Chiaroni  | Citroën Xsara Kit Car     | nie ukończył |
| 1998 | Rajd San Remo                      | Jean-Paul Chiaroni  | Citroën Xsara Kit Car     | nie ukończył |
| 1999 | Rajd Monte Carlo                   | Jean-Paul Chiaroni  | Citroën Saxo Kit Car      | nie ukończył |
| 1999 | Rajd Katalonii                     | Jean-Paul Chiaroni  | Citroën Xsara Kit Car     | 1. miejsce   |
| 1999 | Rajd Korsyki                       | Jean-Paul Chiaroni  | Citroën Xsara Kit Car     | 1. miejsce   |
| 1999 | Rajd San Remo                      | Jean-Paul Chiaroni  | Citroën Xsara Kit Car     | nie ukończył |
| 2000 | Rajd Grecji                        | Jean-Paul Chiaroni  | Citroën Saxo Kit Car      | 16. miejsce  |
| 2000 | Rajd Korsyki                       | Jean-Paul Chiaroni  | Citroën Saxo Kit Car      | 16. miejsce  |
| 2000 | Rajd San Remo                      | Jean-Paul Chiaroni  | Citroën Saxo Kit Car      | nie ukończył |
| 2001 | Rajd Monte Carlo                   | Jean-Paul Chiaroni  | Citroën Saxo Kit Car      | 14. miejsce  |
| 2001 | Rajd Portugalii                    | Jean-Paul Chiaroni  | Citroën Saxo Kit Car      | nie ukończył |
| 2001 | Rajd Katalonii                     | Jean-Paul Chiaroni  | Citroën Xsara WRC         | 8. miejsce   |
| 2001 | Rajd Grecji                        | Jean-Paul Chiaroni  | Citroën Xsara WRC         | 6. miejsce   |
| 2001 | Rajd San Remo                      | Jean-Paul Chiaroni  | Citroën Xsara WRC         | nie ukończył |
| 2001 | Rajd Korsyki                       | Jean-Paul Chiaroni  | Citroën Xsara WRC         | nie ukończył |
| 2002 | Rajd Monte Carlo                   | Jean-Paul Chiaroni  | Citroën Xsara WRC         | nie ukończył |
| 2002 | Rajd Korsyki                       | Jean-Paul Chiaroni  | Citroën Xsara WRC         | 4. miejsce   |
| 2002 | Rajd Katalonii                     | Jean-Paul Chiaroni  | Citroën Xsara WRC         | 3. miejsce   |
| 2002 | Rajd Niemiec                       | Jean-Paul Chiaroni  | Citroën Xsara WRC         | nie ukończył |
| 2002 | Rajd San Remo                      | Jean-Paul Chiaroni  | Citroën Xsara WRC         | nie ukończył |
| 2003 | Rajd Niemiec                       | Jean-Paul Chiaroni  | Citroën Xsara WRC         | nie ukończył |
| 2003 | Rajd San Remo                      | Jean-Paul Chiaroni  | Citroën Xsara WRC         | 8. miejsce   |
| 2003 | Rajd Korsyki                       | Jean-Paul Chiaroni  | Citroën Xsara WRC         | 9. miejsce   |
| 2003 | Rajd Katalonii                     | Jean-Paul Chiaroni  | Citroën Xsara WRC         | 10. miejsce  |